# Saison 4 de Demon Slayer: Kimetsu no Yaiba
Chronologie
Saison 3 La Forteresse Infinie
La quatrième saison de Demon Slayer: Kimetsu no Yaiba (鬼滅の刃), officiellement nommée Demon Slayer: Kimetsu no Yaiba – Hashira Training Arc, une série d'animation japonaise pour la télévision et la vidéo à la demande, basée sur la série de mangas du même nom, est diffusée pour la première fois du 12 mai au 30 juin 2024.

## Synopsis
La saison voit Tanjirō et ses alliés suivre les enseignements du pilier de la Roche, Gyōmei Himejima, tandis que les pourfendeurs de démons s'entraînent durement avec les Piliers en vue d'une guerre totale contre Muzan Kibutsuji, déterminé à dévorer Nezuko et à exterminer la famille Ubuyashiki.

## Personnages
Tanjirō Kamado (竈門 炭治郎, Kamado Tanjirō)
Voix japonaise : Natsuki Hanae, voix française : Martin Faliu
Nezuko Kamado (竈門 禰豆子, Kamado Nezuko)
Voix japonaise : Akari Kitō (ja), voix française : Margaux Maillet
Zenitsu Agatsuma (我妻 善逸, Agatsuma Zenitsu)
Voix japonaise : Hiro Shimono, voix française : Maxime Baudouin
Inosuke Hashibira (嘴平 伊之助, Hashibira Inosuke)
Voix japonaise : Yoshitsugu Matsuoka, voix française : Christophe Lemoine

## Production

### Développement
Lors de la diffusion du dernier épisode de la troisième saison, la quatrième saison est annoncée. Elle couvre l'arc Hashira Geiko.

### Sortie
Le 10 décembre 2023, ufotable annonce que la quatrième saison sortira au printemps 2024 avec un premier épisode d'une heure. Une diffusion au cinéma est également annoncée dans 140 pays avec un film composé du dernier épisode de la saison précédente et du premier épisode de cette saison. Le film est diffusé à partir du 2 février 2024 dans les salles japonaises. Il est par la suite diffusé dans les autres pays dont le 24 en France. L'avant première à Paris s'est fait avec la présence de Natsuki Hanae, la voix originale de Tanjiro et Milet, l’une des chanteuses du dernier générique, Kizuna no Kiseki (絆ノ奇跡).
La première diffusion a lieu à partir du 12 mai 2024 sur la chaîne de télévision Fuji TV. Elle se termine le 30 juin de la même année avec un épisode spécial d'une durée de 35 minutes.

### Musique
My First Story et Hyde interprètent l'opening et l'ending, intitulé Mugen (無限) et Tokoshie (トコシエ) respectivement,.

## Liste des épisodes
| No | Titre français                                   | Titre japonais           | Titre japonais                          | Date de 1re diffusion |
| No | Titre français                                   | Kanji                    | Rōmaji                                  | Date de 1re diffusion |
| --- | ------------------------------------------------ | ------------------------ | --------------------------------------- | --------------------- |
| 01 (56) | Pour vaincre Kibutsuji Muzan                     | 鬼舞辻󠄀無惨を倒すために   | Kibutsuji Muzan o taosu tame ni         | 12 mai 2024           |
| [Chapitres 129-130-131] - Au cours de leur mission durant laquelle ils ont sauvé une femme d'un démon, le Pilier du Vent, Sanemi Shinazugawa, et le Pilier du Serpent, Obanai Iguro, découvrent une entrée vers la Forteresse dimensionnelle infinie avant que celle-ci ne disparaisse. Une réunion des Piliers est ensuite tenue par la femme de Kagaya, Amane Ubuyashiki. Ils discutent de l'apparition de la marque sur Mitsuri Kanroji et Muichiro durant leurs combats, qui serait apparue pour la première fois sur des pourfendeurs de l'époque Sengoku. Muichiro apporte des détails sur la marque par rapport à son ressenti et les conditions pour que les autres l'éveillent. Sachant que Muzan Kibutsuji a l'intention de s'en prendre à Nezuko Kamado, le groupe met en place l'Entraînement des Piliers afin de préparer les pourfendeurs en vue du conflit à venir. La majorité des Piliers préparent une épreuve pour renforcer le physique et les techniques de leurs membres mais Giyu Tomioka refuse d'y participer. En parallèle, Tamayo reçoit la visite du corbeau de Kagaya qui l'invite à s'allier avec les pourfendeurs et à travailler avec Shinobu Kocho. |                                                  |                          |                                         |                       |
| 02 (57) | La souffrance de Tomioka Giyû, pilier de l'eau   | 水柱・冨岡義勇の痛み     | Mizu bashira・Tomioka Giyū no itami     | 19 mai 2024           |
| [Chapitres 130-131] - Tamayo informe Yushiro de son alliance avec les pourfendeurs. Dans une lettre de Kagaya, Tanjiro apprend le refus de Giyu à participer à l'Entraînement des Piliers et Kagaya lui demande de le faire changer d'avis. Malgré de nombreux échecs, Tanjiro persiste et Giyu finit par lui révéler qu'il ne considère pas être un vrai Pilier. Lorsqu'il était plus jeune, il s'entraînait avec un garçon du même âge, Sabito, avec qui il s'était lié d'amitié. Durant la Sélection Finale, Sabito tua presque tous les démons présents mais fut le seul candidat à mourir, laissant Giyu dans un état de culpabilité. Lorsque Tanjiro tente de l'encourager, Giyu se remémore les mots de Sabito, qui lui avait dit de considérer sa vie comme un cadeau de sa sœur, qui est morte en le protégeant d'un démon. De son côté, Shinobu décide de révéler à Kanao l'identité du démon qui a tué sa sœur ainsi que le plan pour le terrasser. |                                                  |                          |                                         |                       |
| 03 (58) | Tanjiro est rétabli et se joint à l'entraînement | 炭治郎全快‼ 柱稽古大参加 | Tanjirō zenkai‼ Bashira keiko dai sanka | 26 mai 2024           |
| [Chapitre 132] - Sa période de récupération enfin terminée, Tanjiro débute l'Entraînement des Piliers et retrouve Tengen Uzui et ses femmes. Sa première épreuve consiste en un exercice d'endurance et de mise en condition physique ; Tanjiro démontre qu'il est la recrue la mieux préparée. La nuit tombée, deux pourfendeurs sont surpris par un œil démoniaque qui espionne leurs mouvements. Obanai et Sanemi discutent de l'apparition de la forteresse et de la baisse d'activité des démons, craignant qu'il s'agit du calme avant la tempête ; Sanemi défie Obanai en duel et celui-ci accepte. Pour l'exercice final, Tengen joue le rôle d'un démon qui traque les recrues qui doivent s'entraider pour le vaincre. Malgré la force et la vitesse de l'ancien Pilier, Tanjiro parvient à défendre les recrues qui l'assistent au combat. Avec son épreuve terminée et ses camarades motivés à travailler plus dur, Tanjiro est envoyé par Tengen à son épreuve suivante. |                                                  |                          |                                         |                       |
| 04 (59) | Souris                                           | 笑顔になれる             | Egao ni nareru                          | 2 juin 2024           |
| [Chapitre 132] - Tanjiro se rend chez Muichiro, où celui-ci enseigne le maniement du sabre aux recrues avec dureté, les incitant à devenir plus persévérants en dépit des blessures qu'il leur donne lors de leurs duels. Muichiro, reconnaissant son attitude stricte, révèle aux recrues qu'une seule erreur peut être fatale au combat. Plus tard, il combat Sanemi et Obanai, qui s'entraînent également la nuit en vue d'augmenter leurs propres compétences. Muichiro est impressionné par l'entraînement de Tanjiro qui parvient à le défier en duel et l'autorise à se rendre à l'épreuve suivante. Mais avant de s'y rendre, Tanjiro défie Muichiro dans un duel de jet d'avions en papier, à la condition que ce dernier devra mieux traiter les recrues si jamais il perd. Bien que Tanjiro perde, Muichiro accepte de changer d'attitude lorsqu'il voit la joie des recrues à rejoindre leur jeu. |                                                  |                          |                                         |                       |
| 05 (60) | Manger des démons                                | 鬼を喰ってまで…          | Oni o kutte made...                     | 9 juin 2024           |
| [Chapitres 132-133] - Chez Mitsuri, Tanjiro et les recrues dansent sur de la musique et travaillent leurs étirements pour devenir plus souples. Mitsuri invite ensuite Tanjiro à manger un plat. Se rendant ensuite chez Obanai, Tanjiro doit travailler son maniement du sabre en faisant passer son bokken entre les recrues attachées tandis qu'il échange des coups avec le Pilier. Après plusieurs jours difficiles, Tanjiro parvient à réussir l'épreuve et est envoyé chez Sanemi où il rejoint Zenitsu. Sanemi, toujours rancunier envers Tanjiro, n'hésite pas à le battre lorsqu'il teste la résistance des recrues au combat. Plus tard, Genya tente de se faire accepter par son frère, révélant qu'il a mangé des démons pour réussir ses missions. En colère, Sanemi s'en prend à lui, ce qui mène à une violente confrontation entre lui et Tanjiro qui s'achève par la suspension de l'épreuve de Sanemi. Tanjiro et Zenitsu se rendent donc à la dernière épreuve pour s'entraîner avec le Pilier de la Roche, Gyomei Himejima. |                                                  |                          |                                         |                       |
| 06 (61) | Le plus fort des pourfendeurs                    | 鬼殺隊最強               | Kisatsutai saikyō                       | 16 juin 2024          |
| [Chapitres 134-135] - Chez Gyomei, les recrues s'exercent à se renforcer physiquement en trois épreuves : supporter le torrent d'une cascade, soulever trois grosses bûches et pousser un énorme rocher sur un chō. Tanjiro et Zenitsu retrouvent Inosuke et Murata. Après avoir complété les deux premières épreuves, Tanjiro échoue à pousser le rocher. Face à la difficulté de l'entraînement, la plupart des recrues décident d'abandonner et de confier leurs espoirs à Tanjiro. Plus tard, Genya révèle que la dernière épreuve nécessite l'Action Répétitive, une technique qui nécessite de se concentrer sur certains souvenirs pour accroître sa force. Se concentrant sur la mémoire de sa famille et les mots de Kyojuro, Tanjiro parvient finalement à bouger le rocher après avoir manifesté sa marque. Pendant ce temps, la démone au biwa, Nakime, est devenue la 4e Lune Supérieure et a localisé 60% des pourfendeurs sur les ordres de Muzan, qui désire retrouver Nezuko et Kagaya. |                                                  |                          |                                         |                       |
| 07 (62) | Himejima Gyômei, pilier du rocher                | 岩柱・悲鳴嶼行冥         | Iwa bashira・Himejima Gyōmei            | 23 juin 2024          |
| [Chapitres 135-136] - Après avoir terminé sa dernière épreuve, Tanjiro est félicité par Gyomei qui lui affirme n'avoir aucun doute sur lui. Perplexe, Tanjiro écoute Gyomei lui expliquer son passé. Celui-ci était un moine qui prenait soin de jeunes orphelins dans un temple. Une nuit, l'un des jeunes tarda à rentrer au temple et rencontra un démon. Pour sauver sa peau, le jeune aida le démon à entrer dans le temple ; le démon tua presque tous les enfants à l'exception d'une fille et Gyomei s'acharna sur le démon jusqu'à l'aube pour la sauver. Après ça, les explications de la fille furent mal interprétées et Gyomei fut emprisonné pour meurtre, ce qui l'a rendu cynique et méfiant. Mais Tanjiro a maintenant convaincu Gyomei de son honnêteté et de ses intentions. En se rendant chez Giyu, Tanjiro croise un Zenitsu à l'air sérieux et déterminé après avoir lu une lettre qu'il a reçu. Une fois arrivé, il est témoin d'un duel entre Giyu et Sanemi mais ce dernier s'en va quand Tanjiro tente de se réconcilier. Plus tard, Sanemi découvre l'œil de Nakime et réalise que les lieux ont été infiltrés ; au même moment, Muzan entre dans le domaine Ubuyashiki pour rencontrer Kagaya. |                                                  |                          |                                         |                       |
| 08 (63) | Rassemblement des piliers                        | 柱・結集                 | Bashira・kesshū                         | 30 juin 2024          |
| [Chapitres 137-138-139] - Kagaya révèle à Muzan le rôle qu'il a joué dans sa maladie ; celui-ci est un ancêtre des Ubuyashiki et la famille a été maudite pour avoir créé un démon. Muzan est complètement désintéressé de son récit et reste persuadé qu'il trouvera bientôt Nezuko afin d'atteindre l'immortalité qu'il désire tant. À l'inverse, Kagaya est convaincu de l'échec du démon, minimisant son désir de devenir éternel à côté de la colère et de la volonté des humains à survivre. Lorsque les Piliers sont convoqués au domaine, des explosifs rasent la zone, sacrifiant Kagaya, sa femme Amane et leurs deux filles pour étourdir Muzan. Sur le point de se régénérer complètement, le démon est surpris par Tamayo qui lui injecte un médicament qui convertit les démons en humains avant d'avertir Gyomei, qui se charge de décapiter Muzan avec son fléau. Muzan se régénère et défie Gyomei alors que les autres Piliers et Tanjiro arrivent aux ruines du domaine. Lorsqu'ils tentent de l'acculer, Nakime ouvre des portes vers la Forteresse Dimensionnelle Infinie. Tous les pourfendeurs de démons - y compris Genya, Inosuke, Murata, Kanao et Zenitsu - sont transportés et piégés à l'intérieur de la forteresse. Avant de chuter plus profondément dans la forteresse, Tanjiro promet à Muzan qu'il le tuera et celui-ci le défie d'essayer. |                                                  |                          |                                         |                       |